# مريم غازي
الأميرة مريم غازي (المولودة باسم ميريام أونغريا لوبيز؛ ولدت في 2 سبتمبر 1963)، هي عالمة أحجار كريمة ومصممة مجوهرات إسبانية. عملت مديرة للمجوهرات الفاخرة للعلامة التجارية الإسبانية Carrera y Carrera، ثم أسست علامتها التجارية الخاصة، MdeU، في عام 2014. وكان لقبها من زواجها الأول أميرة تارنوفو.
أصبحت عضوًا في العائلة المالكة البلغارية بعد زواجها الأول من كاردام، أمير تارنوفو، الابن الأكبر ووريث سيميون الثاني ملك بلغاريا. بعد وفاة زوجها عام 2015، أصبح ابنها الأمير بوريس وريث العرش البلغاري المنحل. في 3 سبتمبر 2022، تزوجت من الأمير غازي بن محمد، ابن عم الملك عبد الله الثاني بن الحسين ملك الأردن، لتصبح عضوًا في العائلة المالكة الأردنية.

## النشأة
ولدت ميريام أونغريا إي لوبيز في 2 سبتمبر 1963 في مدريد؛ والدها برناردو أونغريا إي غويبورو ووالدتها ماريا ديل كارمن لوبيز إي أوليغا. وهي من أصل باسكي.

## الحياة المهنية
حصلت ميريام على درجة جامعية في التاريخ والجغرافيا، من جامعة كومبلوتنسي في مدريد، حيث ركّزت على تاريخ الفن. درست لاحقًا علم الأحجار الكريمة، وتصنيع المجوهرات، وتشكيل الشمع، وترصيع الأحجار الكريمة وتصميم المجوهرات في المركز الأوروبي لعلم الأحجار الكريمة والمجوهرات التابع لجامعة أوفييدو. 
في عام 1991 أطلقت أول مجموعة مجوهرات لها وأسست جمعية خبراء المجوهرات الإسبانية، وشغلت منصب رئيسة الجمعية. 
في عام 2000 انضمت إلى كاريرا و كاريرا بصفة مديرة للمجوهرات الفاخرة ذات العلامة التجارية كاريرا. أطلقت مجموعةحديقة الورود في نيويورك في يوليو 2002. 
في عام 2014 أطلقت خط المجوهرات الخاص بها، MdeU. تُباع مجموعاتها، بما في ذلك الخواتم والقلادات والأساور والأقراط، في إل كورتيه إنغليز.  في عام 2017، وبدعم من أفراد العائلة المالكة الأردنية، افتتحت معرضًا للمجوهرات وقطع MdeU في المتحف الوطني الأردني للفنون الجميلة.
في فبراير 2017، قدمت ميريام مجموعات تصاميم المجوهرات الخاصة بها في بلغاريا لأول مرة، في معرض لمدة ثلاثة أيام بعنوانميريام دي أونغريا: لمسة رائعة في فندق راديسون بلو. 

## الحياة الشخصية
في 11 يوليو 1996 تزوجت مريام من كاردام، أمير تارنوفو، الابن الأكبر لسيمون الثاني ملك بلغاريا ودونا مارغريتا غوميز أسيبو إي سيجويلا ووريث العرش البلغاري السابق، في حفل أرثوذكسي شرقي في كنيسة القديس أندري والقديس ديميتر الأرثوذكسية في مدريد.  فستان زفافها معروض في متحف تراجي.  عند زواجهما، حصلت ميريام على لقب أميرة تارنوفو ودوقة ساكسونيا.  لها ولدان، الأمير بوريس والأمير بلتران. 
في 15 أغسطس 2008، تعرضت ميريام وزوجها لحادث سيارة خطير في إل مولار نُقلت على إثره إلى مستشفى جامعة لاباز لتلقي العلاج من إصاباتها. وقد أصيب زوجها بإصابة خطيرة في المخ.   توفى زوج مريم في عام 2015. 
في 3 سبتمبر 2022، تزوجت مريم من الأمير غازي بن محمد، ابن عم الملك عبد الله الثاني ملك الأردن، في قصر رغدان   ومنحت لقب صاحبة السمو الملكي الأميرة مريم غازي.

## الألقاب والأوسمة
2 سبتمبر 1963 - 11 يوليو 1996: ميريام أونغريا لوبيز
11 يوليو 1996 - 7 أبريل 2015: صاحبة السمو الملكي أميرة تارنوفو
7 أبريل 2015 - 3 سبتمبر 2022: صاحبة السمو الملكي الأميرة الأرملة تارنوفو
3 سبتمبر 2022 - حتى الآن: صاحبة السمو الملكي الأميرة مريم غازي من الأردن، الأميرة الأرملة لتارنوفو

### بيت أورليانز-براجانزا
- </img> وسام الوردة الإمبراطوري